# Andy Russell (chanteur)
Pour les articles homonymes, voir Andy Russell.
Andy Russell (1919-1992) est un chanteur et acteur américain d'origine mexicaine, spécialisé dans les chansons populaires et la musique latine.
Il a vendu plus de 8 millions de disques dans les années 1940.

## Discographie
Titres d'album,,
- Favoritos (LP, Capitol, 1943)
- This is the Night (LP, Capitol, 1946)
- Without you / Tres palabras : from Walt Disney production "Make mine music" (LP, Capitol, 1946)
- The First Noël (La primera Navidad) (LP, Capitol, 1947)
- I'll Close my Eyes (LP, Capitol, 1947)
- Love notes from Andy Russell (LP, Capitol, 1948)
- The Magic of Andy Russell (LP, RCA Victor, 1958)
- Inolvidables del Cine Americano (Orfeón, 1959)
- Los Discos del Millón, Colección de Oro, The Golden Collection (LP, Mexico:  Orfeon, 1960)
- La Hora del Romance, The Time for Romance (Dimsa, 1961)
- Canciones de Aquí y Allá' (LP, RCA Victor Argentina, 1962)
- More Amor! (LP, Capitol, 1967)
- ... Such a Pretty World Today (LP, Capitol, 1967)
- Andy Russell (Barcelona Madrid : Belter, D.L. 1967)
- Internacional/ International (LP, Discos Latin International, 1973)
- Andy Russell (Madrid : edita y distribuye Gramusic, D.L. 1973)
- Yesterday, Now ... and Forever / Ayer, Hoy ... y Siempre (LP, Kim Records, 1982)
- Spotlight on – Andy Russell (compilation) (CD, Capitol, 1995)
- El Crooner Latino de Hollywood, Andy Russell, Soy un Extraño (compilation) (CD, Alma Records, 2003)
- Andy Russell con Accento Español (compilation, remastered) (CD, Rama Lama Music, 2011)
- Andy Russell 15 Grandes Éxitos en Español (Imex Media, Codex 2014)

V-Discs,
- No.337B: Magic Is the Moonlight I Dream of You" (décembre 1944)
- No.341B:  Don't You Notice Anything New I'll See You in My Dreams (Janvier 1945)
- No.450B:  Negra Consentida (issued June 1945)
- No.385B:  After Awhile Sweet Dreams, Sweetheart" (Mars 1945)
- No.631B:  La Borrachita Time Was (Mai 1947)

## Filmographie
- 1945 : Le Club des cigognes (The Stork Club)
- 1946 : Breakfast in Hollywood
- 1946 : La Boîte à musique (Make Mine Music)
- 1947 : Copacabana d'Alfred E. Green
- 1956 : Spring in the Heart (titre espagnol :Primavera en el corazón)
- 1966 : El Mago de los sueños